# Filosofia ocidental

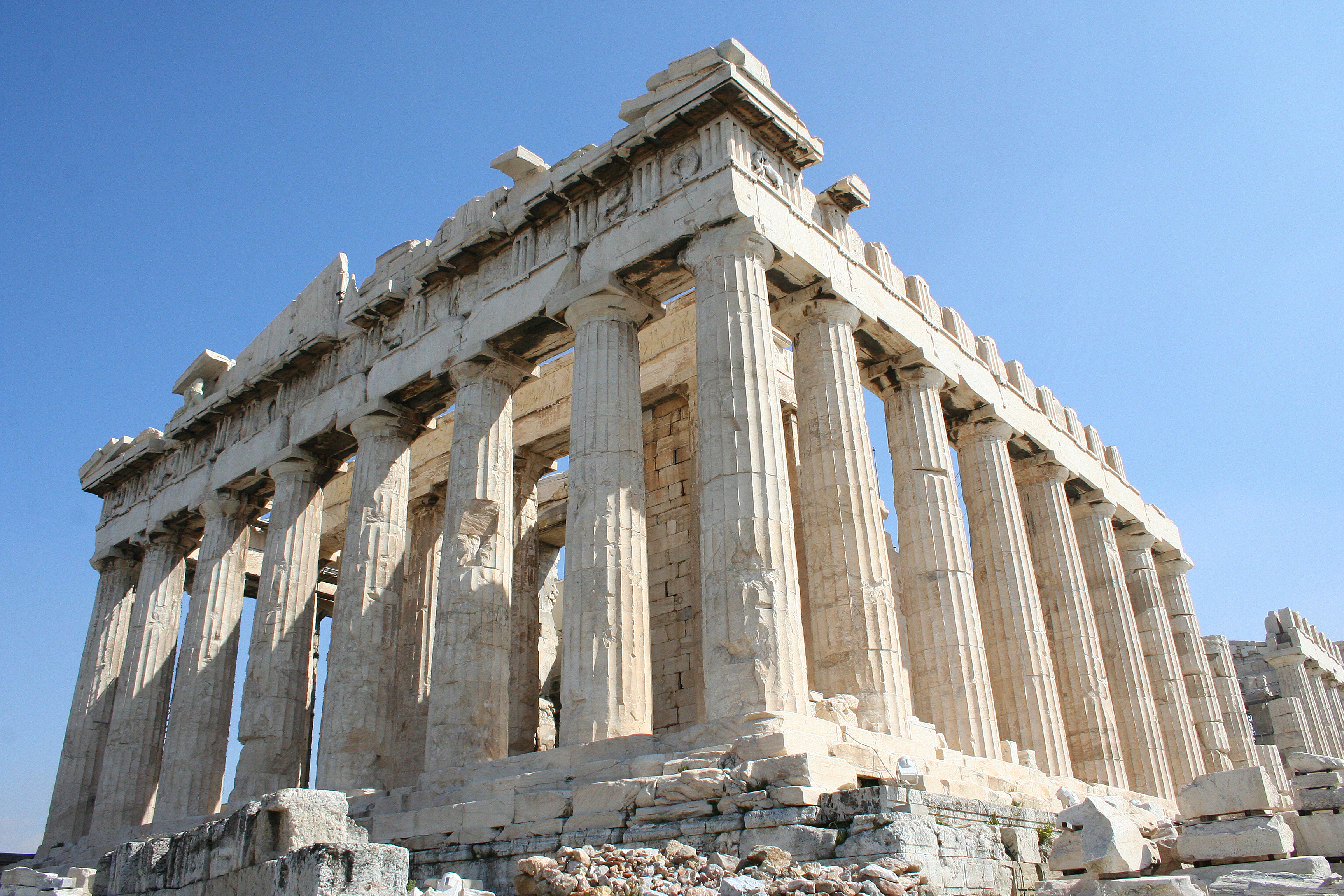
O termo filosofia ocidental teve sua origem da filosofia grega antiga.

Filosofia ocidental é o pensamento filosófico e obra do mundo ocidental. Historicamente, o termo foi inventado recentemente para se referir ao pensamento filosófico da civilização ocidental, começando com a filosofia grega, na Grécia Antiga, e, eventualmente, cobrindo uma grande área do globo. A própria palavra filosofia teve origem na Grécia Antiga: philosophia (φιλοσοφία), literalmente "o amor à sabedoria" (φιλεῖν — philein "amar" e σοφία - sophia, "sabedoria").

## Origens
O escopo da filosofia no antigo entendimento, e os escritos (pelo menos alguns) dos filósofos antigos, foram todos os esforços intelectuais. Isso incluiu os problemas da filosofia como são entendidos hoje, mas também incluía muitas outras disciplinas, como matemática pura e ciências naturais como a física, astronomia e biologia (Aristóteles, por exemplo, escreveu sobre todos esses tópicos).